# Suc e Sentenac
Suc e Sentenac (en francès Suc-et-Sentenac) és un antic municipi francès del departament de l'Arieja i la regió d'Occitània. El 1r de gener de 2019 va fusionar amb els municipis Golièr e Olbièr, Vic de Sòs i Sem. El 2018 tenia 55 habitants. La nova entitat es diu Val de Sòs, del qual és un municipi delegat. La nova entitat tenia 656 habitants el 2018.